# Szakonyfalu
Szakonyfalu (szlovénül: Sakalovci, németül: Eckersdorf) község Vas vármegye Szentgotthárdi járásában.

## Fekvése
Szentgotthárdtól 6 kilométerre délnyugatra található, közigazgatási területén végighalad a 7454-es út, de a központjába csak az abból kiágazó 74 182-es út vezet.

## Története
A falu a 17. század közepéig más területen helyezkedett el. Jóval délebbre volt található, s belenyúlt a mai Apátistvánfalva és Kétvölgy területére. Az 1664-es szentgotthárdi csata idején a török sereg itt a Rába mellett foglalt hídfőállást, előzőleg a falut felégették, a lakosság elmenekült. A csata után visszatértek és az egykori hídfőnél építették fel újra falujukat.
A faluban roma kisebbség is él, akik többsége szlovénül (vend nyelven) beszél.

## Közélete

### Polgármesterei
- 1990–1994: Fasching József (független)[3]
- 1994–1998: Csrenkó Antal (független)[4]
- 1998–2002: Csrenkó Antal (független)[5]
- 2003–2006: Csrenkó Antal (független)[6]
- 2006–2010: Csrenkó Antal (független)[7]
- 2010–2013: Császár Tamás István (független)[8]
- 2013–2014: Rogán Valéria (Fidesz)[9]
- 2014–2019: Rogán Valéria (Fidesz-KDNP)[10]
- 2019–2024: Rogán Valéria (Fidesz-KDNP)[11]
- 2024– : Rogán Valéria (Fidesz-KDNP)[1]

A településen a 2002. október 20-án megtartott önkormányzati választás után, a polgármester-választás tekintetében nem lehetett eredményt hirdetni, szavazategyenlőség miatt. Aznap a 293 szavazásra jogosult lakos közül 250 fő járult az urnákhoz, négyen közülük érvénytelen szavazatot adtak le, az érvényes szavazatok közül pedig 120-120 esett két, független szlovén kisebbségiként induló jelöltre, Csrenkó Antal addigi polgármesterre és egyik kihívójára, Fasching Józsefre. Az emiatt szükségessé vált időközi polgármester-választást 2003. április 27-én tartották meg, ekkor Csrenkó már majdnem kétszer annyi szavazatot szerzett, mint Fasching.
2013. május 12-én újból időközi polgármester-választásra kellett sort keríteni Szakonyfaluban, ezúttal az előző polgármester lemondása miatt.

## Népesség
A település népességének változása:
| Lakosok száma | 360  | 349  | 351  | 361  | 345  | 332  | 323  |
|               | 2013 | 2014 | 2015 | 2021 | 2022 | 2023 | 2024 |

A 2011-es népszámlálás során a lakosok 87,6%-a magyarnak, 41,6% szlovénnek, 3,7% németnek, 5,6% cigánynak,  mondta magát (11,2% nem nyilatkozott; a kettős identitások miatt a végösszeg nagyobb lehet 100%-nál). A vallási megoszlás a következő volt: római katolikus 77%, református 0,3%, görögkatolikus 0,3%, felekezet nélküli 3,9% (18,5% nem nyilatkozott).
2022-ben a lakosság 95,7%-a vallotta magát magyarnak, 45,2% szlovénnek, 4,3% németnek, 2,9% cigánynak, 0,9% ukránnak, 0,6% szlováknak, 0,6% egyéb, nem hazai nemzetiségűnek (2,3% nem nyilatkozott; a kettős identitások miatt a végösszeg nagyobb lehet 100%-nál). Vallásuk szerint 64,6% volt római katolikus, 1,2% református, 0,3% evangélikus, 0,6% egyéb keresztény, 2% egyéb katolikus, 5,2% felekezeten kívüli (26,1% nem válaszolt).

## Nevezetességei, híres emberek
- Rogán Antal fideszes politikus gyermekkori lakhelye
- Hirnök József magyarországi szlovén politikus gyermekkori lakhelye
- Vajda Nikoletta magyarországi szlovén újságíró gyermekkori lakhelye